# Paradoxa del cocodril
La paradoxa del cocodril, també coneguda com el dilema del cocodril, és una paradoxa lògica de la mateixa família de la paradoxa del mentider. La premissa declara que un cocodril, que ha robat un nen, promet a la mare que el seu nen serà retornat si i només si poden pronosticar correctament si el cocodril retornarà el nen o no.
La transacció és lògica però imprevisible si la mare endevina que el nen serà retornat, però un dilema sorgeix per al cocodril si la mare endevina que el nen no serà retornat. En efecte, en el cas que el cocodril decideixi mantenir el nen, violarà els termes acordats: la predicció de la mare ha estat validada, i el nen hauria de ser retornat. Tanmateix, en el cas que el cocodril decideixi tornar el nen, també violarà els termes, fins i tot si aquesta decisió és basada en el resultat anterior: la predicció de la mare ha estat negada, i el nen no hauria de ser retornat. La qüestió de què hauria de fer el cocodril és doncs paradoxal, i no hi ha cap solució justificable.
El dilema de cocodril serveix per a exposar alguns dels problemes lògics presents pel metaconeixement. En aquest sentit, és similar en construcció a la paradoxa de l'examen sorpresa, el qual Richard Montague (1960) va utilitzar per demostrar que les suposicions següents sobre el coneixement són inconsistents quan es proven combinadament:
(i) Si es sabut que ρ és cert, aleshores ρ.
(ii) És sabut que (i).
(iii) Si ρ implica σ, i ρ és sabut ser cert, aleshores σ és també sabut ser cert.
Fonts gregues antigues parlen del dilema de cocodril per primer cop.